# Iron Ridge
Iron Ridge – wieś w Stanach Zjednoczonych, w stanie Wisconsin, w hrabstwie Dodge.